# BRP Hilario Ruiz
Le BRP Hilario Ruiz (PC-378) est le huitième patrouilleur côtier de la classe Jose Andrada de la marine philippine. Il fait partie du premier lot de sa classe, commandé par l’intermédiaire des ventes militaires à l’étranger (FMS) des États-Unis en 1990, et a été mis en service par la marine philippine le 1er juin 1995,. Il a d’abord été désigné comme Fast Patrol Craft, et a été numéroté « DF-378 », mais plus tard il a été redésigné comme Patrol Gunboat (canonnière de patrouille) « PG-378 ». Une autre reclassification a été effectuée en avril 2016, qui l’a redésigné comme patrouilleur côtier (PC-377).

## Conception
Le navire a été construit selon les normes de la Garde côtière américaine avec une coque et une superstructure en aluminium. Il est propulsé par deux moteurs Diesel Detroit Diesel Corporation 16V-92TA d’une puissance combinée d’environ 2800 ch, entraînant deux hélices et donnant une vitesse maximale de 28 nœuds (52 km/h). L’autonomie maximale est de 1200 milles marins (2200 km) à 12 nœuds (22 km/h) ou de 600 milles marins (1100 km) à 24 nœuds (44 km/h).
Le navire était conçu à l’origine pour transporter un canon de 40 mm Mk.3, un mortier de 81 mm à l’arrière et quatre mitrailleuses de 12,7 × 99 mm OTAN (calibre .50),. Au lieu de cela, il n’est armé que de quatre mitrailleuses Browning M2HB de calibre 12,7 mm sur des affûts Mk.26, dont deux positionnées à l’avant et deux à l’arrière, et de deux mitrailleuses M60 de 7,62 × 51 mm OTAN (calibre .30), toutes deux montées au milieu du navire. Le navire peut transporter 4000 cartouches de 12,7 mm et 2000 cartouches de 7,62 mm. Une paire de grandes jumelles « Big Eyes » est également emportée sur des supports trépied, un sur le gaillard d'avant et un juste au-dessus du mât.
Faisant partie du premier lot (PG-370 à PG-378), il n’est pas équipé du chain gun M242 Bushmaster Mk.38 Mod.0 de 25 mm,,. Il était prévu d’installer sur sa proue un chain gun M242 Bushmaster de 25 mm (stabilisé ou non) après quelques modifications mineures, mais à ce jour, cela ne s’est pas concrétisé.
Il est équipé d’un radar de recherche et de navigation de surface Raytheon AN/SPS-64(V)11, mais avec une antenne plus petite que celles utilisées sur les plus grands navires de la marine philippine,. En février 2009, le système de suivi des navires de la marine philippine (VTS) lui a été installé avec par le Naval Sea Systems Command, et a été testé par le Centre des systèmes d’électronique et d’information des communications navales (NCEISC) de la marine philippine.
Un bateau pneumatique semi-rigide de 4 mètres, propulsé par un moteur hors-bord de 40 ch, est rangé au milieu du navire.

## Historique
Le 5 novembre 2021, le BRP Hilario Ruiz a participé à l’exercice maritime inter-agences 2021-02 à Barangay Punta Bilar, dans la ville de Surigao, à Surigao del Norte. Cet exercice visait à renforcer la synergie et à tester l’interopérabilité des agences maritimes participantes dans la conduite des opérations de sécurité maritime. Il a été mené par les forces navales de l’est de Mindanao (NFEM) et la Force opérationnelle interarmées (FOI) Seahawk, en collaboration avec le district de la Garde côtière du nord-est de Mindanao, l’unité maritime régionale XIII du groupe maritime de la PNP (PNP MG RMU XIII), le Bureau des pêches et des ressources aquatiques XIII (BFAR XIII), le Bureau provincial de gestion de la réduction des risques de catastrophe (PDRRMO) et le Conseil provincial de protection et d’ordre (PPOC). Les unités participantes comprenaient les patrouilleurs multi-missions 3030 et 3032 du BFAR XIII, les embarcations tactiques 04 et 37 du PNP MG RMU XIII, le patrouilleur 151 et le BRP Tubbataha (MRRV4401) de la Garde côtière philippine, l’équipe SEAL de la marine philippine (NAVSOU 7) à bord d’un bateau pneumatique semi-rigide (RHIB), les BRP Hilario Ruiz (PC378), BRP Rafael Pargas (PC379), BRP Gregorio Velasquez (AGR 702), BRP Andres Bonifacio (PS17) et NV394 de la marine philippine.
Fin décembre 2021, le BRP Hilario Ruiz a fait partie de la flottille de 19 navires que la marine philippine a déployé pour les opérations de secours dans les zones gravement dévastées par le typhon Odette. Axée sur l’aide humanitaire, cette flottille de secours se composait de sept navires de transport pour le transport de matériel de secours et des personnes bloquées localement, de deux navires de patrouille pour le commandement et le contrôle, et de huit autres embarcations pour le soutien général. Même le yacht présidentiel, le BRP Ang Pangulo (AT-25), a été reconverti en navire-hôpital. Les BRP Tarlac (LD-601), BRP Bacolod City (LC-550), BRP Antonio Luna (FF-151), BRP Andres Bonifacio (PS-17), BRP Iwak (LC-289), BRP Agta (LC-290) et BRP Ivatan (AT-298) ont été déployés pour renforcer les efforts d’aide humanitaire et de réponse aux catastrophes en cours à Cebu, Palawan et dans le nord de Mindanao, en particulier dans les îles Dinagat, Surigao et Siargao. Le BRP Tausug (AT-295), le BRP Enrique Jurado (PC-371), le BRP Abraham Campo (PC-396) et l’ACS-700 étaient déjà à Cebu. Le BRP Gregorio Velasquez (AGR-702), le BRP Hilario Ruiz et le BRP Rafael Pargas (PC-379) étaient déjà dans le nord de Mindanao et avaient déjà effectué plusieurs missions de secours. Ces navires ont été rejoints par les BRP Mangyan (AS-71), BRP Jose Andrada (PC-370), BRP Carlos Albert (PC-375) et BRP Dioscoro Papa (PC-381) déjà prépositionnés à Palawan,,
Les opérations de secours après le typhon Odette se sont poursuivies début janvier 2022. Le BRP Hilario Ruiz est parti du quai Eva Macapagal, à Surigao, et il est arrivé au port de Dapa, sur l’île de Siargao, pour amener une autre cargaison d’aide humanitaire.